# François Besse
Pour les articles homonymes, voir Besse.
François Besse, né le 27 mai 1944 à Cognac (Charente), est un ancien truand français, surnommé le « roi de l'évasion » ou « l'anguille » pour ses sept évasions. Il a été l'associé de Jacques Mesrine durant un an à la fin des années 1970.

## Biographie
Né le 27 mai 1944 à Cognac, d'un père espagnol (résistant républicain à Franco), qui l'élève mais ne le reconnaît pas et de mère charentaise, François Besse vit une enfance pauvre. Peu doué pour les études, il rate son certificat d'études, s'essaye au métier d'électricien, se fait renvoyer et bascule dans la délinquance.
Après plusieurs cambriolages nocturnes dans la région bordelaise, il est accusé de préparer un vol en 1971, ce qui lui vaut d'être condamné par la cour d'assises de la Gironde à sept ans d'emprisonnement à la prison de Gradignan. S'associant avec un autre détenu, il s'en évade le 9 mai 1971. Après avoir découpé la vitre blindée de sa cellule, il saute du premier étage avec une corde faite de draps. Il cambriole ensuite le Drugstore d'Angoulême, empochant 80 000 francs. À la suite de la traque d'un autre malfrat, il se retrouve piégé et retourne en prison après avoir évité la mort de justesse. En prison, il se marie et s'évade à nouveau en sciant les barreaux de sa cellule et en passant sous un mirador le 7 août 1974. Après une cavale de vingt heures, la police l'arrête en flagrant délit de cambriolage. Il est condamné à 15 ans de prison à Fresnes. Il s'en évade le 20 octobre 1975 en sciant les barreaux de la fenêtre de sa cellule. Il cambriole ensuite un bureau de change et est repris, puis mis au quartier de haute sécurité (QHS) de Fresnes. En 1978, il fait la connaissance d'un autre détenu, Jacques Mesrine, avec qui il se lie d'une grande amitié. En prison, tous deux vont créer un mouvement de révolte contre les QHS par l'intermédiaire du journal Libération. Au printemps 1978, Mesrine et Besse sont transférés à la prison de la Santé.

### Complice de Jacques Mesrine
Le 8 mai 1978, grâce à un complice au sein du quartier de haute sécurité (gardien ou avocat) qui a introduit des armes dans le parloir, Mesrine et François Besse parviennent à neutraliser leurs surveillants, escalader le mur d'enceinte et s'évader de cette prison pourtant réputée inviolable. Ils laissent derrière eux Carman Rives, un codétenu abattu par la police.
L'association des deux hommes leur permet de réaliser plusieurs coups dans les semaines qui suivent comme le braquage du casino de Deauville, le 26 mai 1978, (136 774 francs de butin) ou la prise d’otages de la famille d’un banquier de la Société générale (450 000 francs). Après une année passée ensemble, ils se séparent cependant à la suite de la tentative d'assassinat du président de la cour d'assises Charles Petit que Mesrine souhaite entreprendre (Petit l'avait condamné à vingt ans de réclusion), mais à laquelle Besse ne participe pas. Mesrine la fera sans lui.
Sur sa période passée avec Mesrine, Besse déclare : « Il voulait se venger, je ne voulais pas ». Mesrine qualifiait Besse de « moine » tandis que le côté matamore de Mesrine exaspérait François Besse.
Le 2 octobre 1978, Besse est jugé par contumace pour le braquage d'une armurerie parisienne. La cour d'assises le condamne par contumace à la peine de mort. François Besse est repris en Belgique le 11 mars 1979, mais il réussit à s'évader une fois de plus, le 26 juillet 1979, sa sœur déguisée en avocate ayant dissimulé deux armes de poing ainsi que les clés d'une moto sous le banc des accusés du palais de justice de Bruxelles.

### Cavale en solo
Sa nouvelle cavale le mène en Belgique, puis en France et enfin en Espagne où il est arrêté le 21 janvier 1982. Incarcéré dans la prison madrilène de Carabanchel, il y rencontre Marie-Ange et découvre l'« amour fusionnel ». Il réussit à s'évader le 16 février (lors d'un transfert vers l'hôpital, pour des troubles digestifs imaginaires) et enlève un douanier qu'il abandonne dans un parking souterrain à Perpignan à côté du palais de justice, puis prend en otage un conducteur de taxi qu'il relâchera 48 heures plus tard à Paris.
Par la suite, plusieurs braquages sont faits en France, tous attribués à Besse ; après quoi il disparaît sans laisser de trace pendant plus de dix ans. En 1986, alors qu'il est en cavale, il fait croire à son assassinat par un membre du gang des postiches. François Besse vit à Londres dans le quartier de Swiss Cottage en 1988/1989, se faisant passer pour un trader parisien en congé sabbatique. Il se fait appeler René et sa compagne (surnommée « la vecchia » par son ami) Françoise. Par la suite il retourne en France, notamment en Anjou et en région parisienne. Pendant quatre ans, la police le croit effectivement mort, jusqu'au jour où ses empreintes digitales sont identifiées dans un discret meublé d'Angoulême, ville où il a braqué à quatre mois d'intervalle un supermarché et une banque. La traque reprend. Finalement, il est arrêté à Tanger au Maroc, au restaurant « Le Gagarine », le 3 novembre 1994, peu après la naissance de sa fille Charlène. Pendant son incarcération, il essaie de se convertir à l'islam pour éviter son extradition, mais est finalement extradé vers la France le 14 février 1995. Un an et demi après son extradition, le tribunal d'Angoulême le condamne à cinq ans de prison, tandis que sa compagne Marie-Ange écope de 18 mois et que leur fille Charlène est placée en maison d'accueil. La cour d'assises de Charente le condamne finalement à huit ans de détention. Il est emprisonné à la prison de Gradignan.
Il comparaît à nouveau le 4 juin 2002 devant la cour d’assises de Paris pour l’examen de grandes affaires criminelles datant de 1976 à 1986 (quatre braquages et deux évasions), pour lesquelles il avait à l'époque été condamné une fois à la peine de mort par contumace et quatre fois à la réclusion criminelle à perpétuité.
C'est un homme transformé que découvrent les juges. Évoquant son parcours, Besse s'adresse en ces termes à la cour : « Aujourd’hui, mon regard sur cette époque est sans conteste un jugement négatif. Je ne revendique rien, je ne peux être un modèle dans cette révolte, je me suis trompé. » Il ajoute avant que le jury ne se retire : « Je tiens à bien intégrer en moi le fait que j'ai pu faire du mal et que je me dois de réparer. » L'avocat général, Philippe Bilger, le remerciera de « mettre un terme à cette mythologie de l'assassinat libérateur » et reconnaîtra, devant les jurés, être dans une situation particulièrement difficile. Comment juger cet homme qui n'a manifestement plus rien en commun avec le criminel qu'il a été ? Y a-t-il un sens à remettre en prison celui qui s'est déjà repenti ? Philippe Bilger met en avant la gravité des faits, mais aussi leur caractère ancien et le fait que François Besse n'a pas de sang sur les mains. Il exhorte les jurés à opérer « une totale révolution intellectuelle. » Il cite Paul Valéry : « La fonction la plus élémentaire de l'être humain, c'est de créer de l'avenir. C'est ce que je vous souhaite, monsieur Besse, à vous et à tous les détenus. » Il demandera une peine de 13 ans de prison.
Le 12 juin 2002, François Besse écope finalement d'une peine de huit ans, un verdict qualifié de clément par la presse. Cette peine devait théoriquement s’achever en 2009 mais François Besse sort de prison de Saint-Maur dans l'Indre le 27 février 2006,.

### Réinsertion
Titulaire du baccalauréat qu'il passe à 53 ans et d’un diplôme de technicien du son, il a également préparé en prison un DEUG de philosophie. Il y a notamment étudié la philosophie, dont toute l'œuvre de Spinoza grâce à un jeune professeur venu enseigner en prison en 1996, et plus généralement le domaine artistique (théâtre) et la méditation.
À sa sortie de prison, il devient « encadrant social » dans une association de réinsertion de délinquants. Dans les années 2010, à Paris, il participe à Emmaüs Défi, un programme de réinsertion des personnes sans-abri par le travail.
Le 3 avril 2019, il est l'invité de l'émission C à vous sur France 5 pour la sortie de son livre Cavales. Il raconte dans cet ouvrage sa vie en prison et critique le système judiciaire et carcéral français.
Le 26 juin 2019, il livre un entretien au journal belge Le Soir. Extrait :

« Si j'ai livré ce témoignage, c'est pour faire entendre à des personnes qui seraient susceptibles de s'emparer de leur devenir qu'elles doivent travailler sur elles-mêmes et modifier leur façon de concevoir la vie. La révolte c'est super à condition de pouvoir s'en sortir »

François Besse vit maintenant dans le département des Deux-Sèvres et continue son engagement au sein de la communauté Emmaüs.

## Vie personnelle
François a une fille, qui avait pour parrain Alain Delon.

## Publications
- Je suis un bandit d'honneur, Paul Legrain, 1984.
- Le Vesou chorrezien, MckProd, 2008.
- Cavales, Plon, 2019.

### Films
- 1984 : Mesrine d'André Génovès. François Besse est interprété par Gérard Sergue.
- 2008 : L'Ennemi public n° 1 de Jean-François Richet. François Besse y est interprété par Mathieu Amalric

### Documentaires télévisés et émission radiophonique
- « François Besse, lieutenant de Mesrine » le 21 août 2003 dans Faites entrer l'accusé présenté par Christophe Hondelatte sur France 2.
- Les Grandes Evasions, Besse « l'anguille », Marc Maouad & Roland Sicsic, Maydia Production 2009, Planète+Justice
- Accusés Levez-vous !, François Besse, Pardon et Rédemption, Marc Maouad & Roland Sicsic, Maydia Production 2013, Planète + Crime Investigation
- France Culture, dans l'émission « À voix nue », lui consacre 5 émissions, fin mars 2021 [audio]